# Кавалкада
„Кавалкада“ (на английски: Cavalcade) е американски епичен драматичен филм от 1933 г., режисиран от Франк Лойд. Сценарият на Реджиналд Бъркли и Соня Левиен се основава на пиесата от 1931 г. със същото заглавие на Ноел Кауърд. В главните роли играят Даяна Уинярд и Клайв Брук.

## Сюжет
Историята представя гледната точка на живота в Англия през първата четвърт на 20 век от Нова година 1899 до Нова година 1933, от гледната точка на добре осигурените в Лондон жители Джейн и Робърт Мариот, техните деца, техните близки приятели и слуги. Няколко исторически събития засягат живота на героите или служат като фон на филма, включително Втората англо-бурска война, смъртта на кралица Виктория, потъването на Титаник и Първата световна война.

## Награди и номинации
Филмът печели три награди Оскар, сред които Най-добър филм и Най-добър режисьор. През 2002 г. филмът е включен в Националните филмови архиви.